# ラムペルトハイム
ラムペルトハイム (ドイツ語: Lampertheim, ドイツ語発音: [ˈlampɛrtha‿m])は、ドイツ連邦共和国ヘッセン州ベルクシュトラーセ郡に属す市。

## 地理

### 位置
ラムペルトハイムはヘッセン州南部オーバーライン地溝帯のビーデンザント自然保護地域（旧ライン川筋）に位置し、バーデン＝ヴュルテンベルク州およびラインラント＝プファルツ州と境を接する。この都市の市域は広いが、オーデンヴァルトやプファルツの森に囲まれている。

### 隣接する市町村
ラムペルトハイムはヘッセン州の最も南に位置する市の一つで、ビュールシュタット、ロルシュ、フィールンハイム、マンハイムと境を接する。

### 市の構成
ラムペルトハイムに属する市区には、ホーフハイム区(Hofheim)、ヒュッテンフェルト区(Hüttenfeld)、ノイシュロス区(Neuschloß)、ローゼンガルテン区(Rosengarten)がある。

## 歴史
初めて文献に記録された832年から、この街はLangobardonheimあるいはLangbardheimと表記されており、かつてはランゴバルド族(Langobarden)が創設したと信じられていた。しかし現在ではフランク人が創設した村で、「光り輝く土地」を意味するHeim des Lantberthが語源ではないかという仮説も提唱されている。1716年に市場開催権、1651年8月4日に都市権を獲得している。

## 文化と見所

### 宗教
ラムペルトハイムには、以下の教会組織がある。
- カトリックの受胎告知教会
- プロテスタントのマルティン・ルター教会
- カトリックの聖アンドレアス教会
- プロテスタントのルカ教会
- メソジスト教会
- 福音派自由教会

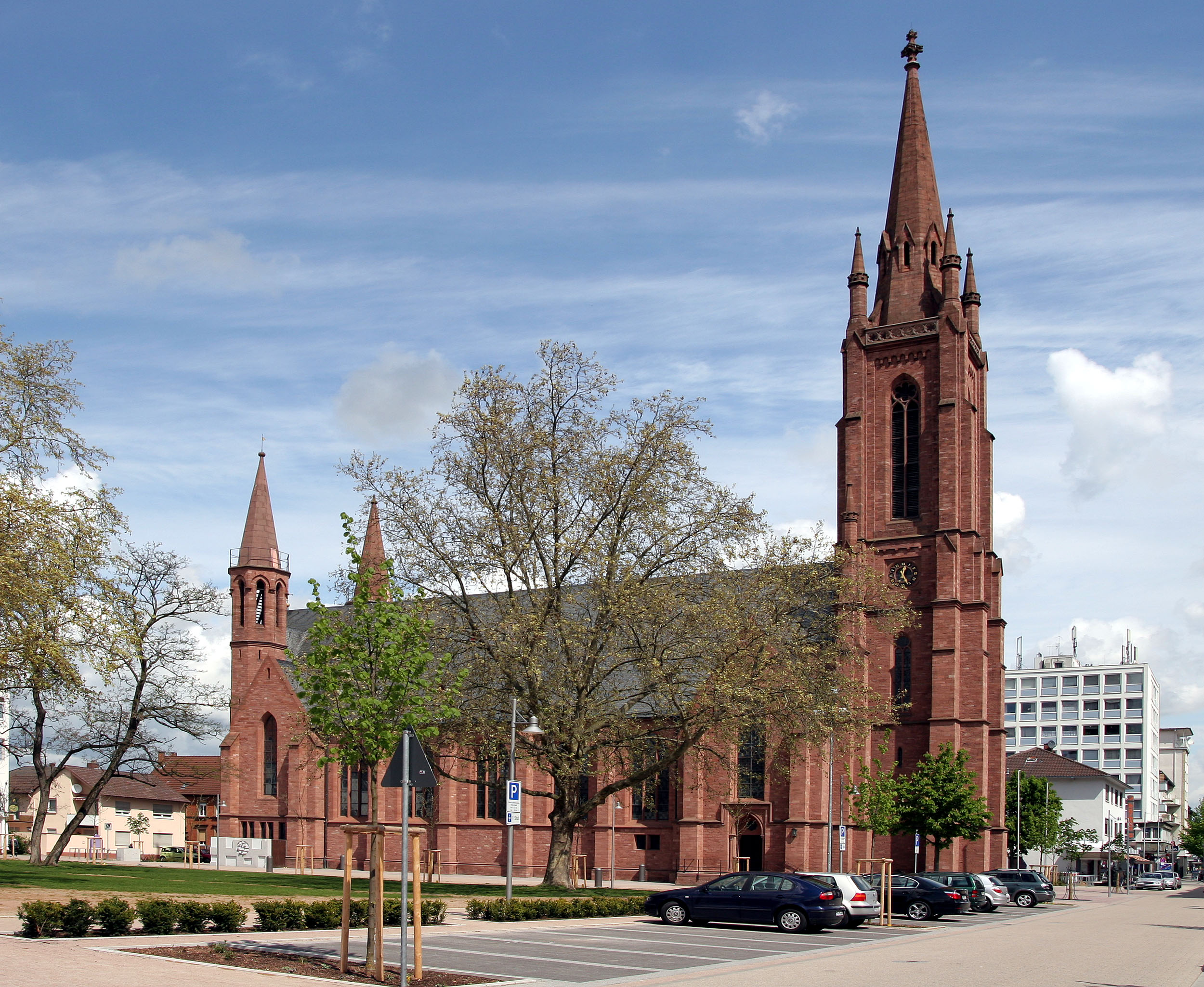
ルカ教会の教会堂

- Evangelische Liebenzeller
- バプテスト教会
- 新使徒派教会

### 博物館
ラムペルトハイム市立博物館: 旧家を利用したガイド付き博物館

### 音楽
ラムペルトハイム音楽学校には、児童合唱団がある。音楽学校では、たとえばヴァイオリン、ピアノ、フルート、トランペットなど様々な楽器を学ぶことができる。この学校には歌唱の講座もあり、独唱か3-4人のグループレッスンか選ぶことができる。

### 建築

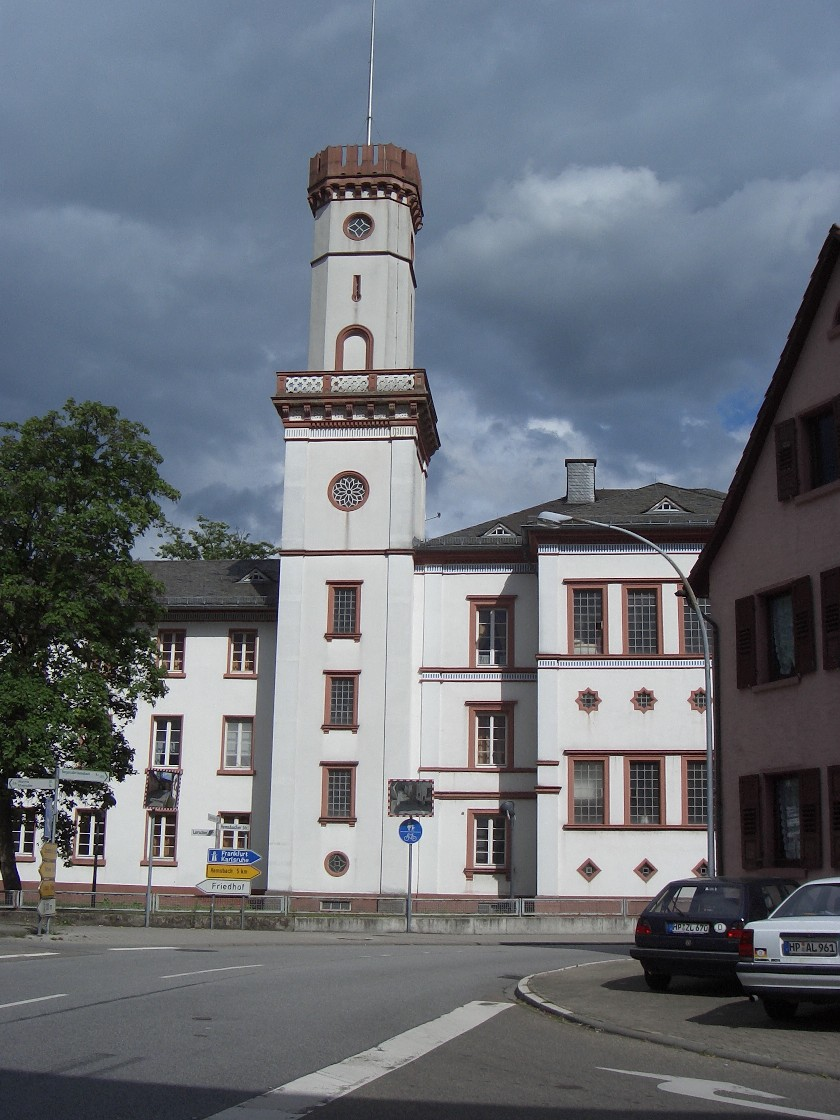
レンホーフ城

ヒュッテンフェルト区で特筆すべきは、1853年にロトシルト男爵が建造したレンホーフ城と1906年から07年に建てられた学校である。レンホーフ城は1953年からリトアニア・ギムナジウムとして利用されている。
ドイツ最大の短波放送施設の一つであるラジオ・フリー・ヨーロッパ・ラムペルトハイムには、高さ125mまでの多くの短波放送の放送塔が建っている。

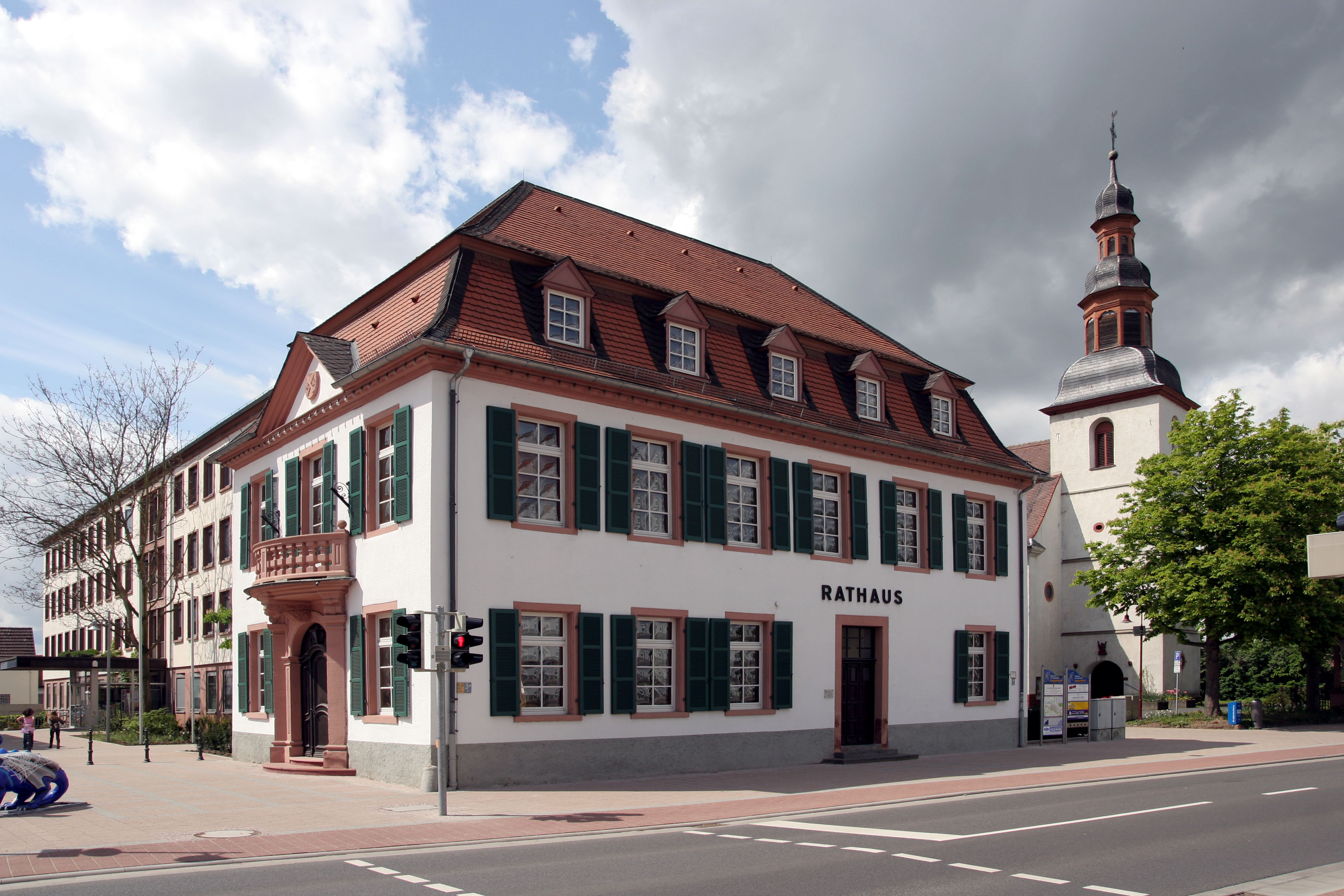
ラムペルトハイム市庁舎
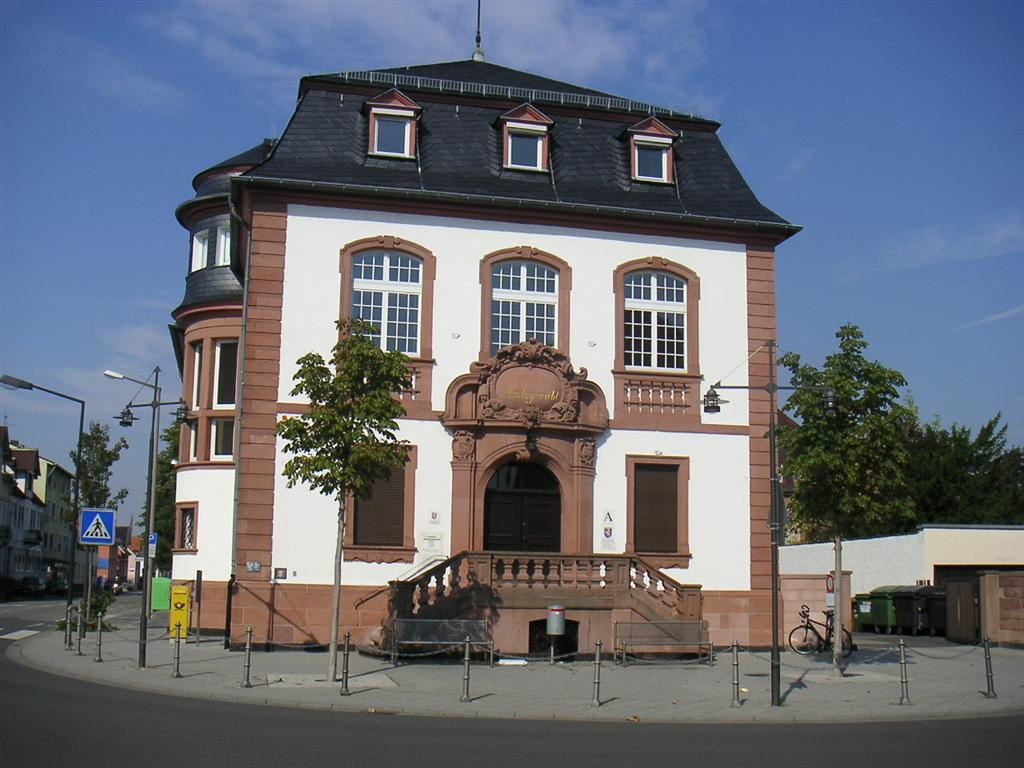
区裁判所
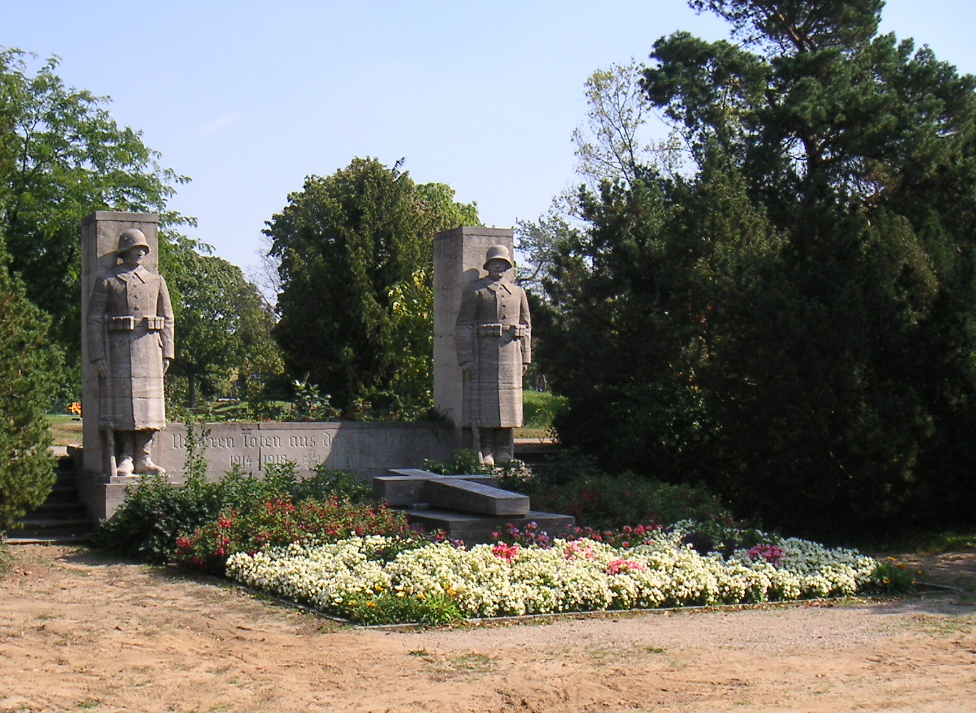
兵士の記念碑

### 年中行事
- ラムペルトハイムのアスパラガスレース

## 経済と社会資本
ラムペルトハイムの近郊には、アメリカ軍のラジオ・フリー・ヨーロッパの短波放送の放送施設がある。アメリカ軍は隣のマンハイム＝ザントホーフェン区に空軍防衛施設のコールマン兵舎を有している。この他、ラムペルトハイムの森の射撃練習場でアメリカ軍が演習を行っている。

### 教育
ラムペルトハイムには4つの上級学校、ギムナジウムのレッシング・ギムナジウム・ラムペルトハイム、2008年4月4日に開校したギフテッドのためのホッホベガプテンフェルデルング、本課程・実科学校のアルフレート・デルプ・シューレ、特殊学校のビーデンザントシューレがある。また、ベルクシュトラーセ郡立の職業学校もある。

## 人物

### 出身者
- ノルベルト・シュヴェーフェル（1960年 - ）ミュージシャン、音楽プロデューサー
- ニコーレ・ラインハルト(Nicole_Reinhardt)（1986年 - ）女子カヌー選手、北京オリンピック金メダル受賞者

## 引用
1. ↑  Hessisches Statistisches Landesamt: Bevölkerung in Hessen am 31.12.2023 (Landkreise, kreisfreie Städte und Gemeinden, Einwohnerzahlen auf Grundlage des Zensus 2011)]
2. ↑  Max Mangold, ed (2005). Duden, Aussprachewörterbuch (6 ed.). Dudenverl. p. 497. ISBN 978-3-411-04066-7